# Achradocera insularis
Achradocera insularis är en tvåvingeart som beskrevs av Lamb 1933. Achradocera insularis ingår i släktet Achradocera och familjen styltflugor. Inga underarter finns listade i Catalogue of Life.